# シナブナ
シナブナ（別名:エングラーブナ）（学名:Fagus engleriana）は、ブナ科の落葉性広葉樹の一種。高さ25ｍになる高木で、中国（安徽省・広西壮族自治区・貴州省・河南省・湖北省・湖南省・陝西省・四川省・雲南省・浙江省）に分布する。